# Microlicia clausseniana
Microlicia clausseniana är en tvåhjärtbladig växtart som beskrevs av Célestin Alfred Cogniaux. Microlicia clausseniana ingår i släktet Microlicia och familjen Melastomataceae. Inga underarter finns listade i Catalogue of Life.